# Atelopus zeteki
Ателоп Зетека, або ателоп золотавий (Atelopus zeteki) — вид отруйних жаб родини Ропухові (Bufonidae).

## Таксономія
Вид описано 1933 року і названо на честь відомого панамського герпетолога Джеймса Зетека (James Zetek). Один із 96 видів роду Ателоп (Atelopus).

## Поширення
Цей вид є ендеміком Панами. Поширений на схід від гірського хребта Табасара у провінціях  Кокле і Панама на висоті 335–1315 м над рівнем моря.

## Загрози
Вважають, що головною причино зникнення виду є хвороба хітридіомікоз, що викликає грибок Batrachochytrium dendrobatidis.